# Idioma tokelauano
El  tokelauano es una lengua austronesia hablada por aproximadamente 1.400 personas en los atolones de Tokelau, dependencia neozelandesa en el suroeste de Oceanía. Forma parte de las llamadas lenguas samoanas, de la familia de lenguas polinesias. Es, junto con el inglés, el idioma oficial de Tokelau. Es hablado por algo menos de 2000 tokelauanos residentes en Nueva Zelanda.